# Sarbanissa yunnana
Sarbanissa yunnana är en fjärilsart som beskrevs av Clayton Dissinger Mell 1936. Sarbanissa yunnana ingår i släktet Sarbanissa och familjen nattflyn. Inga underarter finns listade.